# Kótás projekció
A kótás projekció vagy mérőszámos ábrázolás az egyképsíkos ábrázolás. Ezt az egy képsíkot mindig vízszintes helyzetűnek képzeljük. Erre a képsíkra az ábrázolandó alakzatot merőlegesen rávetítjük. Az így nyert kép teljesen azonosnak tekinthető a Monge-féle ábrázolás első képével vagy felülnézetével. A Monge-féle projekcióban az ábrázolás egyértelműségét a második kép megszerkesztésével biztosítjuk. Ezzel szemben a mérőszámos ábrázolás az egyértelműséget úgy biztosítja, hogy az ábrázolt alakzat lényeges pontjainak képei mellé a képsíktól mért előjeles távolság számértékét – mérőszámát vagy kótáját – indexként leírjuk. A Monge-féle második képet itt a kóta helyettesíti.
Az ábrázolást egyrészt vetülettel, másrészt egy szám feltüntetésével végezzük, ezért nevezzük ezt a módszert mérőszámos ábrázolásnak, számozott vetületnek vagy kótás projekciónak.
A K vízszintes képsík, az ortogonális vetítési irány, a mérőszám és a méretarány együtt alkotják, illetve teszik egyértelművé a mérőszámos vetítési rendszert.